# アメリカ議会図書館分類表
アメリカ議会図書館分類表（アメリカぎかいとしょかんぶんるいひょう、英語：U.S. Library of Congress Classification）はアメリカ合衆国の国立図書館であるアメリカ議会図書館（英語：U.S. Library of Congress）で使われている図書分類法で、米国ではデューイ十進分類法と共に広く使われている。英文大文字で始まる分類で、Mは音楽（Music）、Tは技術（Technology）など、英文分類名から直感的に分かるようになっている分類もあるが、そうでない分類も多い。略称はLCC。

## 概要
アメリカ議会図書館独自の排架分類表であり、1990年にパトナム(Herbert Putnam)館長によって作成の決定がなされた。これに先立つ1898年には、書誌・図書館学の分類表（クラスZ)が作成されていた。一館分類表であるにもかかわらず、米国内の特に学術図書館で広く採用されており、諸外国でも採用されている。LCC採用館の多くは、LCCの請求記号をそのまま利用している。

## 分類
実際の分類は英字1字または2字（いずれも大文字）と、それに続く数字で行なわれる。米国国立医学図書館分類法 (NLMC) は、本分類における未使用の範囲を利用しており、併用が可能である。
| 文字 | 分野（詳細は英文で）                                                                               |
| ---- | -------------------------------------------------------------------------------------------------- |
| A    | 総記（General Works）                                                                              |
| B    | 哲学、心理学、宗教（Philosophy, Psychology, and Religion）                                         |
| C    | 歴史補助学（Auxiliary Sciences of History）                                                        |
| D    | 歴史（General and Old World History）                                                              |
| E    | アメリカ史（History of America）                                                                   |
| F    | アメリカの地方史など（History of the United States and British, Dutch, French, and Latin America） |
| G    | 地理学、地図、人類学、レクリエーション（Geography, Anthropology, and Recreation）                  |
| H    | 社会科学（Social Sciences）                                                                        |
| J    | 政治学（Political Science）                                                                        |
| K    | 法律（Law）                                                                                        |
| L    | 教育（Education）                                                                                  |
| M    | 音楽（Music）                                                                                      |
| N    | 美術、芸術一般（Fine Arts）                                                                        |
| P    | 言語、文学（Language and Literature）                                                              |
| Q    | 自然科学（Science）                                                                                |
| R    | 医学（Medicine）                                                                                   |
| S    | 農業、林業、漁業（Agriculture）                                                                    |
| T    | 工学（Technology）                                                                                 |
| U    | 軍事学（Military Science）                                                                         |
| V    | 海事科学（Naval Science）                                                                          |
| Z    | 書誌、図書館学（Bibliography, Library Science, and General Information Resources）                 |

## 日本での利用
日本でも、一部の大学図書館で使用されている。